# Gliese 581 d
Gliese 581d o GL 581d es un supuesto planeta extrasolar que orbitaría la estrella Gliese 581, que se encuentra a unos 20 años luz de la Tierra.
Pertenece a un sistema de 6 planetas, que incluye a GL 581b, GL 581c, GL 581f, GL 581e y GL 581g.
Un estudio realizado en 2014 llegó a la conclusión de que Gliese 581d es "un artefacto de la actividad estelar que, cuando se corrige de forma incompleta, causa la falsa detección del planeta Gliese 581g". Conclusión: el planeta Gliese 581 d no existe, pero ahora, un nuevo estudio afirma que la investigación de 2014 se basó en “análisis inadecuados de los datos” y que Gliese 581d existe, este combina todos los factores para ser potencialmente habitable.

## Características
Tiene aproximadamente 6,98 veces la masa de Tierra.

## Descubrimiento
Fue descubierto por el equipo de Stéphane Udry del observatorio de Ginebra en Suiza usando el instrumento HARPS en el telescopio de 3,6 metros del Observatorio de La Silla, Chile el 24 de abril de 2007. El equipo empleó la técnica de velocidad radial, en la que el tamaño y masa del planeta son determinados por pequeñas variaciones en la órbita de su estrella madre, debido a interferencias gravitacionales.
El equipo confía en la existencia del planeta, aunque reconoce que eventos muy poco probables podrían imitar su existencia. Se espera que futuros estudios confirmen finalmente su existencia.

## Clima y habitabilidad
El planeta, llamado Gliese 581d no es un descubrimiento nuevo, pero algunos astrónomos han modificado su órbita hacia adentro, estando ahora en la “zona habitable” donde el agua líquida puede existir en la superficie. Se había pensado que el planeta tenía un periodo de 83 días, estando así demasiado lejos del gentil calor de la pequeña estrella como para tener líquido. Pero eso fue un error. Se tenía muy poca información; ahora con tres veces más datos, se encontró que el periodo es de 66 días, estando el planeta en la zona habitable. Gliese 581d tiene alrededor de siete veces la masa de la tierra, así que es demasiado pequeño para ser un gigante de gas como Júpiter, pero probablemente muy grande como para ser un planeta rocoso como el nuestro.  Es probable que el planeta se constituya por agua, amoniaco y metano, como Neptuno o Urano. Con el calor de la zona habitable, estas sustancias formarían un mar de miles de kilómetros de profundidad.

## Mensajes desde la Tierra

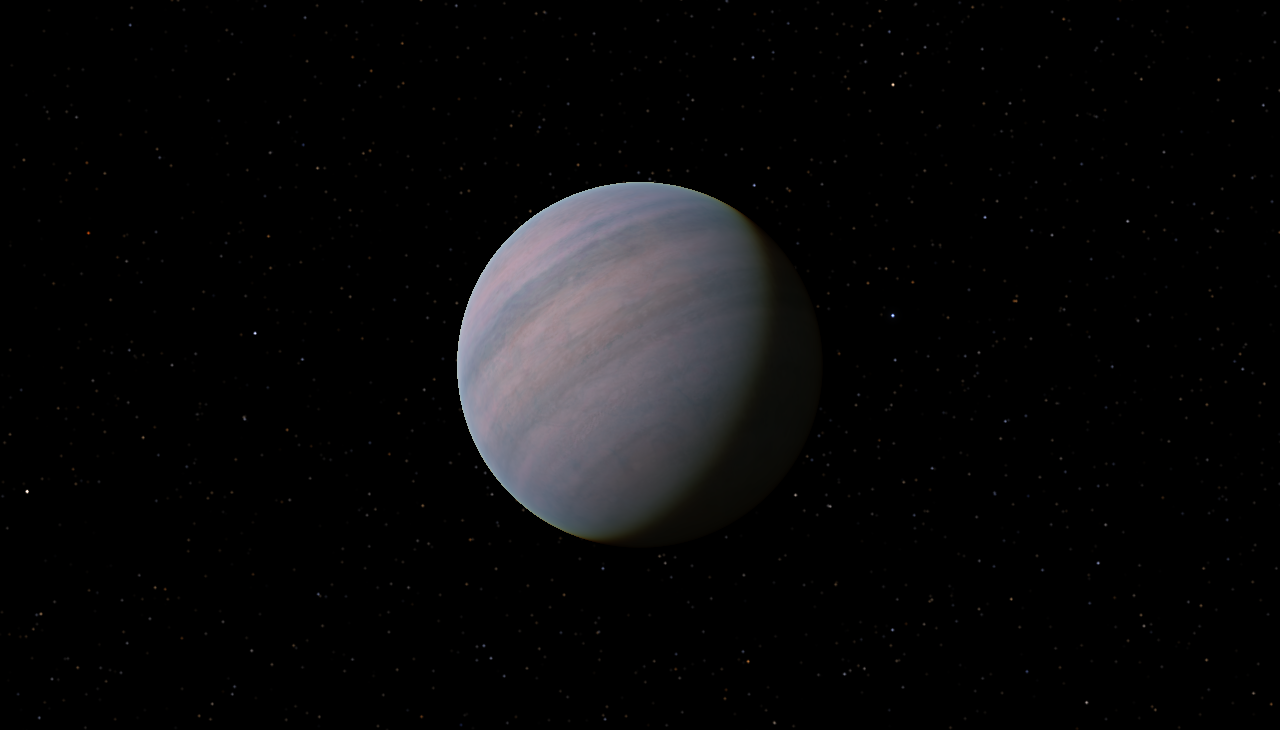
Otra impresión artística de Gliese 581 d como supertierra.

En octubre del 2008, miembros del servicio de red social Bebo enviaron la señal de radio Un mensaje desde la Tierra, una transmisión de alta potencia a Gliese 581, utilizando el radiotelescopio RT-70 perteneciente a la Agencia Espacial Nacional de Ucrania. Esta transmisión está prevista que llegue en las cercanías del sistema de Gliese 581 para el año 2029; la posibilldad más temprana para una respuesta, si hubiera una, sería en el 2049.
Como parte celebraciones de la Semana Nacional de la Ciencia del 2009 en Australia, Cosmos Magazine lanzó un sitio web llamado Hola desde la Tierra para recoger mensajes para su transmisión a Gliese 581 d. La longitud máxima de los mensajes era de 160 caracteres, y se limitaba al idioma inglés En total, 25.880 mensajes fueron recogidos de 195 países de todo el mundo. Los mensajes fueron transmitidos desde el radio telescopio DSS-43 70 m en el Complejos de Comunicación de Espacio Profundo de Canberra en Tidbinbilla, Australia el 28 de agosto de 2009.